# New Jeans (canción)
«New Jeans» es una canción grabada por el grupo surcoreano NewJeans, perteneciente al segundo EP del grupo, Get Up (2023). ADOR, una subsidiaria independiente de Hybe, publicó la canción en los formatos de descarga digital y streaming como lado B del sencillo «Super Shy», el 7 de julio de 2023.
Frankie Scoca y Park Jin-su produjieron «New Jeans» y la escribieron junto con Erika de Casier, Fine Glindvad Jensen, Gigi, y la miembro de NewJeans, Haerin. El tema incorpora influencias de estilos de música dance variados, tales como UK garage, Jersey club, jungle, y drum and bass. La letra habla sobre la conciencia de las miembros sobre la atención que se les presta y hace referencia al sencillo de 2001 «So Fresh, So Clean» del dúo estadounidense Outkast. Los críticos musicales elogiaron la producción y la describieron como la «declaración de la misión» del EP.
Youngeum Lee dirigió el videoclip musical, en que muestra a NewJeans como personajes de The Powerpuff Girls, como resultado de una colaboración con Warner Bros. Discovery para conmemorar el 25° aniversario de la serie. El grupo interpretó la canción en dos programas musicales: Music Bank e Inkigayo. «New Jeans» se posicionó en el puesto 8 en Circle Digital Chart, en el puesto 32 en Billboard Global 200, y en el top 15 de Billboard Hits of the World en Hong Kong, Malasia, Taiwán, y Vietnam. También se posicionó en Australia, Canadá, Japón, en Reino Unido en Indie Chart, y en Estados Unidos en Bubbling Under Hot 100.

## Antecedentes y composición
Tras el lanzamiento del primer álbum sencillo del grupo, OMG en enero de 2023, la directora ejecutiva de ADOR, Min Hee-jin reveló por primera vez en una entrevista con la revista surcoreana Cine21 que NewJeans se encuentra preparando un nuevo álbum. En abril de 2023, Min habló en una entrevista con Billboard que el grupo terminó de grabar a comenzos de abril. Los medios de prensa de Corea del Sur reportaron que el álbum será lanzado en julio de 2023, precedido por un lado B, que se publicará el 7 de julio.En junio de 2023, ADOR anunció que NewJeans lanzará su segundo extended play (EP), Get Up, y que su sencillo principal será «Super Shy», y el lado B, "New Jeans", será publicado el 7 de julio de 2023, a través de YG Plus.
«New Jeans» fue compuesta por Erika de Casier, Fine Glindvad Jensen, y los productores Park Jin-su y Frankie Scoca. Inspirada por el UK garage y Jersey club, la canción se basa en ritmos de jungle y drum and bass e incorpora arpas «ondulantes».Presenta unos vocal chops tartamudeantes y una producción «saltarina». La letra fue escrita por de Casier y Jensen, junto con Gigi y Haerin."New Jeans" expresa el deseo del grupo de seguir estableciendo su propio camino y de experimentar con nueva música, tema que se hace referencia en las letras de «So Fresh, So Clean» (2001) del dúo estadounidense Outkast.

## Recepción crítica y comercial
«New Jeans» se posicionó en el puesto 12 en Circle Digital Chart en Corea del Sur en la fecha del 16 al 22 de julio de 2023. En los Estados Unidos, debutó en el puesto 5 y 16 en las listas World Digital Song Sales y Bubbling Under Hot 100 Singles, respectivamente, en la fecha del 22 de julio de 2023. La canción también entró en las listas de Canadá, en el puesto 82 y en Australia, en el puesto 98. "New Jeans" debutó en el puesto 32 en Billboard Global 200 el 20 de julio de 2023.
En su reseña de cinco estrellas sobre el EP, Rhian Daly de NME  describió a la canción como una «sútil declaración de la misión – la promesa de seguir forjando su propio camino».Escribiendo para Billboard, Starr Bowenbank dijo que «New Jeans» es una canción «relajante y tranquila», mientras que Sara Delgado de Teen Vogue la describió como un «número cuasi-jinglero» con un «hook simple pero pegadizo y una mezcla impecable que hace que las capas demoescas se vean maximalistas».

## Video musical y presentaciones en vivo

NewJeans colaboró con The Powerpuff Girls para el video musical.

El video musical para «New Jeans» fue publicado horas antes que la canción. Fue dirigido por Youngeum Lee y creado en colaboración con la franquicia estadounidense The Powerpuff Girls para conmemorar el 25° aniversario de la serie. El video comienza con NewJeans discutiendo sobre que superpoderes desearían tener, pero de repente se transforman en una versión de sí mismas como personajes animados de The Powerpuff Girls y renderizadas en varios estilos de animación, especialmente en animación 2D, en animación «pixelada» utilizada en los videojuegos, y en animación 3D. Baek Seolhui, columnista para Weverse Magazine, elogió la colaboración con The Powerpuff Girls porque consideraron coherente con los estilos de moda Y2K del grupo y las sensaciones «naturales» de las adolescentes.
NewJeans interpretó por primera vez la canción en el programa de música surcoreano Music Bank el 14 de julio de 2023, junto con «Super Shy». El grupo también interpretó ambas canciones en Inkigayo el 16 de julio de 2023.

## Créditos y personal
Créditos adaptados del libro de letras del EP.
Ubicaciones
- Grabado, desarrollado y editado en HYBE Studio
- Masterizado en Becker Mastering, Pasadena, California

Personal
- Jinsu Park – composición, instrumental, programación
- Frankie Scoca – composición, instrumental, programación
- Erika de Casier – composición, letra
- Fine Glindvad Jensen – composición, letra
- Gigi – letra
- Haerin – letra
- Heejin Min – dirección vocal
- Jungwoo Jang – dirección vocal
- NewJeans – coristas
- Pyungwook Lee – ingeniero, edición vocal
- Bakyeong Wang – ingeniero
- Phil Tan – mezclas
- Bill Zimmerman – ingeniería adicional
- Dale Becker – masterización

## Posicionamiento en listas

### Listas semanales
| Listas (2023)                                       | Mejor posición |
| --------------------------------------------------- | -------------- |
| Australia (ARIA)                                    | 98             |
| Canadá (Canadian Hot 100)                           | 82             |
| Global 200 (Billboard)                              | 32             |
| Hong Kong (Billboard)                               | 10             |
| Japón (Japan Hot 100)                               | 64             |
| Japón Streaming (Oricon)                            | 24             |
| Malasia (Billboard)                                 | 13             |
| Malasia International (RIM)                         | 9              |
| Nueva Zelanda - Hot Singles (RMNZ)                  | 6              |
| Singapur (RIAS)                                     | 6              |
| Corea del Sur (Circle)                              | 8              |
| Taiwán (Billboard)                                  | 9              |
| Reino Unido (UK Indie Chart)                        | 50             |
| Estados Unidos (Bubbling Under Hot 100)             | 5              |
| Estados Unidos World Digital Song Sales (Billboard) | 5              |
| Vietnam (Vietnam Hot 100)                           | 14             |

### Listas mensuales
| Listas (2023)          | Posición |
| ---------------------- | -------- |
| Corea del Sur (Circle) | 9        |

### Listas de fin de año
| Listas (2023)          | Posición |
| ---------------------- | -------- |
| Corea del Sur (Circle) | 74       |